# Чарково (Московская область)
Чарково — деревня в Сергиево-Посадском районе Московской области, в составе муниципального образования Городское поселение Сергиев Посад (до 29 ноября 2006 года входила в состав Тураковского сельского округа).

## Население
| 2002 | 2006 | 2010 |
| ---- | ---- | ---- |
| 14   | →14  | ↘6   |

## География
Чарково расположено примерно в 9 км (по шоссе) на юг от Сергиева Посада, на левом берегу ручья Сизиниха, правого притока реки Кончуры. На дороге от деревни Чарково к деревне Высоково на берегу ручья Сизиниха расположен родник. В деревне на муниципальной земле расположено два пруда. Один из прудов — плотина, которая прилегает к оврагу, уходящему по направлению к ручью Сизиниха до железнодорожной насыпи. Высота центра деревни над уровнем моря — 216 м.
На 2022 год в деревне зарегистрировано 6 улиц, а именно Старочарковская, Новочарковская, Коськовская, Кредовская, Дедушковская, Степуринская (по классификатору относятся к городу Сергиев Посад) и прилегает территориально 19 садовых товариществ.

## Культура
В центральной части деревни расположен объект культурного наследия — селище (Приказ Комитета по культуре Администрации Московской области от 09.09.1999 № 217). Селище ХIV — XVII веков — центральная и южная части деревни, левый берег ручья Синичка, впадающего справа в реку Кочура, правый приток реки Торгоша (левый приток реки Воря, левого притока реки Клязьма). Размеры 210 на 125 метров. Территория памятника застроена, распахивается под огороды. Керамика гончарная позднесредневековая, в том числе белоглиняная грубая ХV — XVII веков, красноглиняная гладка и чернолощеня ХVI — XVII веков. На прилегающем к деревне поле была снята одна из сцен фильма «Трясина» (1978 г., реж. Г.Чухрай).

## История
Деревня находится в южной части Троице Сергиевской Лавры на стороне Кесовсвого (Высоковского) оврага впадающего справа в речку Кончуру. Она впервые была упомянута в документах после четверти XVI в., как троицкая пустошь. Лишь к середине XVII в. на месте пустоши стала отмечаться одноимённая деревня, это так же подтверждается археологическими находками монет того периода.
По сведениям 1859 года Чарково состояла в 1 стане Дмитровского уезда Московской губернии. «Деревня казенная при пруде имеет 15 дворов 30 мужчин, 44 женщины». По данным 1896 года в деревне было 11 дворов, по данным 1902 года — 9, по состоянию на 1911 год — 17 дворов, а деревня находилась в составе Морозовской волости Дмитровского уезда. Указывается, что по состоянию на 1911 год деревня находилась в 42 верстах от уездного города, 7 верстах от волостного правления, 4 верстах от ближайшей станции Сергиево.
До 1929 года — населенный пункт Московской губернии в составе:
— 1-го стана Морозовской волости Дмитровского уезда (1859—1918)
— Тураковского сельского Совета народных депутатов (1918—1929)
С 1929 года — населённый пункт Московской области в составе:
— Тураковского сельского Совета народных депутатов (1918—1994)
— Тураковского сельского округа (1994—2006)
— Муниципального образования городское поселение Сергиев Посад (2006—2019)
— Сергиево-Посадского городского округа (2019 — н.в.).
Деревни Вихрово, Морозово и Чарково составляют восточную границу распространения паромоновской глины. Для ее добычи был создан карьер, снабжавший глиной Загорский кирпичный завод. Позднее на месте закрытого карьера была организована свалка бытовых отходов. Около 1990-х поверхность свалки была выровнена и покрыта грунтом. На этом месте сейчас располагаются садовые товарищества.
В 1960-х рядом с деревней было проложено служебное железнодорожное сообщение между деревней Абрамово -Тураково и Сергиевым Посадом.
В период примерно с 1983 по 2005 деревню обеспечивала продуктами автолавка.
В начале 2000-х деревня отличалась вековыми липами.